# Сура Аль-Іхляс
Сура Аль-Іхляс (араб. سورة الإخلاص) або Чистота — сто дванадцята сура Корану. На думку богословів, сура аль-Іхляс є мекканською (надісланою в Мецці). Складається сура з чотирьох аятів.
Причина надіслання: Повідомляється, що багатобожники запитали пророка Мухаммада: «з чого зроблений твій Господь?». І тоді була надіслана сура аль-Іхляс.

## Сура Аль-Іхляс

### Арабською
بِسۡمِ اللّٰہِ الرَّحۡمٰنِ الرَّحِیۡمِ
قُلۡ هُوَ اللّٰہُ اَحَدٌ
اَللّٰہُ الصَّمَدُ
لَمۡ یَلِدۡۙ وَ لَمۡ یُوۡلَدۡ
وَ لَمۡ یَکُنۡ لَّہٗ کُفُوًا اَحَدٌ

### Транслітерація
/ Бісміллягір-Рахманір-Рахім
1. Куль гууаллагу Ахад.
2. Аллагус-Самад.
3. Лям ялід ўа лям юляд.
4. Ўа лям якуллягу куфууан Ахад/

### Переклад
За перекладом Михайла Якубовича

1. Скажи: «Він — Аллаг — Єдиний,
2. Аллаг — Той, до Кого прагнуть,
3. не народив і не був народжений,
4. і ніхто не був рівним Йому!»

## Ассамад
У другому аяті сури міститься один із 99 епітетів Аллаха «ас-Самад» («вічний»), із цим епітетом пов'язане одне з назв сури («ас-Самадія») і до нього сходить одне з мусульманських імен Абдуссамад («раб вічного»).